# Paralelo 8 N
O paralelo 8 N é um paralelo que está 8 graus a norte do plano equatorial da Terra. Define parte da fronteira Etiópia-Somália. O Canal dos Oito Graus, nas Maldivas, é atravessado pelo paralelo, como o próprio nome indica.
Começando no Meridiano de Greenwich na direcção leste, o paralelo 8º Norte passa sucessivamente por:
| País, território ou mar   | Notas |
| ------------------------- | --- |
| Gana                      | Passa no Lago Volta |
| Togo                      | |
| Benim                     | |
| Nigéria                   | |
| Camarões                  | |
| Chade                     | |
| República Centro-Africana | |
| Sudão do Sul              | |
| Etiópia                   | |
| Fronteira Etiópia-Somália | |
| Somália                   | |
| Oceano Índico             | Mar Arábico · Canal dos Oito Graus - passa a sul da Ilha Minicoy, Índia · Mar das Laquedivas - passa a sul do Cabo Comorim, Índia |
| Sri Lanka                 | |
| Oceano Índico             | Baía de Bengala |
| Índia                     | Ilhas Katchal, Camorta e Nancowry, Índia                                                                                          |
| Oceano Índico             | Mar de Andamão |
| Tailândia                 | Ilhas Phuket e Ilha Ko Yao Yai, e parte continental                                                                               |
| Golfo da Tailândia        | |
| Mar da China Meridional   | |
| Filipinas                 | Ilha Balabac |
| Mar de Sulu               | |
| Filipinas                 | Ilha Mindanao |
| Oceano Pacífico           | Passa a sul do atol Kayangel, Palau · Passa a sul da ilha Pikelot, Estados Federados da Micronésia                                |
| Ilhas Marshall            | Atol Namu |
| Oceano Pacífico           | Passa a sul do Atol Aur, Ilhas Marshall                                                                                           |
| Panamá                    | |
| Oceano Pacífico           | Golfo do Panamá |
| Panamá                    | |
| Colômbia                  | |
| Venezuela                 | |
| Guiana                    | Território reclamado pela Venezuela                                                                                               |
| Oceano Atlântico          | |
| Serra Leoa                | |
| Libéria                   | |
| Guiné                     | |
| Costa do Marfim           | |
| Gana                      | Passa no Lago Volta |